# Strike the Blood
Strike the Blood (ストライク・ザ・ブラッド?, Sutoraiku za Buraddo) è una serie di light novel scritta da Gakuto Mikumo e illustrata da Manyako. La serie è stata adattata a manga e serializzata nel giugno del 2012 dall'editore ASCII Media Works sulla rivista Dengeki Daioh. Il manga è stato adattato da Silver Link e da Connect a serie televisiva anime, trasmessa in Giappone tra il 4 ottobre del 2013 e il 28 marzo del 2014. Una serie OAV intitolata Strike the Blood II è stata distribuita in quattro volumi tra il novembre del 2016 e il maggio del 2017. Una terza serie intitolata Strike the Blood III è uscita tra il dicembre del 2018 e il settembre del 2019. Una quarta serie serie intitolata Strike the Blood IV è stata pubblicata nel aprile del 2020 e giugno 2021. Una quinta serie intitolata Strike the Blood Final è stata annunciata.

## Trama
La storia segue le avventure di Kojou Akatsuki, un vampiro frequentante la scuola superiore, schietto nel mostrare i suoi poteri a gli altri, e Yukina Himeragi, una giovane sciamana guerriera dell'organizzazione del Re Leone, incaricata di tenere d'occhio il vampiro, in quanto si tratta del Quarto Progenitore, ovvero uno dei quattro vampiri più potenti del mondo e la sua esistenza stessa potrebbe incrinare l'equilibrio mondiale stabilito dagli altri tre progenitori. Le vicende si svolgono soprattutto nel distretto dei demoni nella città di Itogami, un'isola artificiale al largo delle coste del Giappone dove vivono molte specie soprannaturali oltre agli umani. Kojou e Yukina stringono amicizie con altre persone così come si ritrovano anche ad affrontare situazioni molto pericolose, durante le quali Kojou dovrà sempre prendere più consapevolezza del suo potere e di dover liberare e controllare i suoi potentissimi famigli.

## Personaggi
Kojou Akatsuki (暁 古城?)
Doppiato da: Yoshimasa Hosoya, Mutsumi Tamura (giovane)
Kojou era un normale sedicenne che ha frequentato la scuola superiore per tre mesi prima dell'inizio della storia, fino a quando non diventa il Quarto Progenitore dopo aver "consumato" l'originale Quarto Progenitore Avrora Florestina. Sostiene di non ricordare nulla dell'incidente. Malgrado sia il Progenitore col numero più basso di famigli, viene considerato il vampiro più potente del mondo. Come vampiro, Kojou possiede una forza sovrumana, velocità, riflessi e resistenza, avente però un potere molto maggiore di quello di un vampiro normale a causa del suo status di Progenitore. Non muore nemmeno se viene ucciso, infatti persino quando fu decapitato il suo sangue iniziò a ritornare nel suo corpo e la sua testa si riunì al corpo. Ha anche ereditato i dodici famigli di Avrora. Dato che non ha mai bevuto sangue umano, Kojou inizialmente ha difficoltà nel controllare i suoi potenti famigli, ma dopo aver bevuto il sangue di un individuo, un suo famiglio lo riconoscerà come padrone. Queste persone di cui si nutre e che gli servono per liberare il sigillo che confina i suoi famigli sono dette "medium", inoltre non sempre basta una persona a risvegliare un famiglio, perciò a volte ha dovuto nutrirsi di due persone. Attualmente, Kojou non ha ancora il controllo su tutti i suoi dodici famigli. In Strike the Blood EX , si scopre che l'Isola Itogami è diventata tra le cento e le duecento volte più estesa, con una popolazione di oltre 4 milioni di persone e che non è più sotto la giurisdizione giapponese, ma è diventata un vero e proprio regno indipendente conosciuto come Impero dell'Alba e che Kojou ne è il sovrano. Sembra inoltre che abbia almeno due figlie, una con Yukina e una con Asagi. Attraverso altre storie brevi sul futuro, si scopre che Kojou ha almeno 12 mogli.
Yukina Himeragi (姫柊 雪菜?)
Doppiata da: Risa Taneda
Ragazza di 14 anni frequentante la scuola media, e sciamana guerriera dell'organizzazione del Re Leone. Yukina è stata mandata come osservatrice del Quarto Progenitore. Le è stato ordinato di ucciderlo nel caso fosse diventato una minaccia. Lei lo segue costantemente, ovunque vada, arrivando anche a concedergli di nutrirsi del suo sangue per ottenere il controllo sui suoi famigli. Come molti altri, è stata presumibilmente venduta all'organizzazione del Re Leone dai suoi genitori. Yukina ha paura di volare. È chiaramente innamorata di Kojou, ma nasconde i suoi sentimenti dicendo che tutto ciò che fa è suo dovere di osservatrice. In realtà, però, quello di osservatrice è solo il compito di facciata che le è stato dato dall'organizzazione. Il vero scopo per cui è stata assegnata a Kojou è essere la sua amante, ma lei stessa è ignara di questo. È la medium di cinque dei famigli di Kojou. In Strike the Blood EX , si presume sia sposata con Kojou e che abbiano una figlia di nome Reina.
Sayaka Kirasaka (煌坂 紗矢華?)
Doppiata da: Ikumi Hayama
Una danzatrice guerriera sedicenne (specializzata in maledizioni e assassini), membro del Re Leone ed ex compagna di stanza di Yukina. È molto protettiva nei suoi confronti e odia gli uomini, infatti è androfobica. Come rivela Yukina a Kojou, il suo odio verso gli uomini è tale che non risponde neanche al telefono ad una persona di sesso maschile, neanche i suoi superiori, perché odia sentire la voce di un uomo vicino al suo orecchio. All'inizio disprezza Kojou per essersi avvicinato a Yukina, ma conoscendolo meglio, e dopo avergli offerto il suo sangue per risvegliare uno dei suoi famigli, Sayaka inizia a sviluppare dei sentimenti per lui. Sayaka telefona spesso a Kojou e Yukina lo considera molto strano perché Sayaka non si era mai relazionata così tanto con un maschio prima di quel momento. Similmente a Yukina, nega categoricamente di essere innamorata di lui, sebbene i suoi sentimenti siano evidenti. Anche lei, come Yukina, è stata scelta dal Re Leone per essere una delle donne di Kojou, sebbene anche lei ne sia all'oscuro. Le capacità combattive di Sayaka sono notevolmente alte, tanto che Yukina, come lei stessa ha affermato, potrebbe vincere solo una volta su cinque contro di lei. È la medium di tre dei famigli di Kojou. Stando a quanto Reina, la figlia di Kojou e Yukina, afferma, Sayaka sarà una delle mogli di Kojou.
Asagi Aiba (藍羽 浅葱?)
Doppiata da: Asami Seto
Asagi è amica e compagna di classe di Kojou ed ha 16 anni. È una programmatrice esperta e lavora per la "Manmade Island Management Corporation". Ha una cotta per Kojou sin dalle medie, quando lui l'aiutò a superare un momento difficile. Originariamente aveva i capelli scuri, ma se li fece biondi quando Kojou commentò che le sarebbero stati bene. È soprannominata Cyber Empress a causa del suo talento con i computer, con cui è un vero genio. Lei stessa non è consapevole di essere la "sacerdotessa di Caino" e che, di conseguenza, finché rimane sull'isola Itogami è assolutamente immortale. Non importa quali pericoli corra, la sorte farà sempre in modo che ogni coincidenza possibile ed immaginabile agisca in suo favore perché ne esca pressoché indenne. Per lungo tempo non ha saputo la verità sul fatto che Kojou fosse un vampiro e, quindi, anche del rapporto tra lui e Yukina, della quale è chiaramente gelosa. Ha già baciato Kojou, ma non gli ha dato spiegazioni sul motivo per cui l'abbia fatto. Quando scopre, per puro caso, la verità, si arrabbia ed impone a Kojou di essere onesto con lei. È la medium di uno dei famigli di Kojou. In Strike the Blood EX , si presume sia sposata con Kojou e che abbiano una figlia di nome Moegi.
Natsuki Minamiya (南宮 那月?)
Doppiato da: Hisako Kanemoto
Natsuki è l'insegnante d'inglese di Kojō e una nota e potente maga d'attacco, nota come "Strega del Vuoto". Nonostante abbia 26 anni, ha l'aspetto di una ragazzina perché il suo corpo è rimasto in uno stato di sonno magico per una decina d'anni durante i quali non è invecchiata. Di solito si veste in stile gothic lolita ed è una delle poche persone a sapere che Kojou è il Quarto Progenitore. Successivamente viene rivelato che in realtà è la guardiana della barriera magica della prigione che ospita i più pericolosi criminali soprannaturali e che il suo vero corpo è sigillato nel profondo della prigione, mentre l'insegnante con cui tutti interagiscono è in realtà un'illusione tangibile. Natsuki dispone di grande potere, tanto da poter facilmente neutralizzare i famigli di Kojou con i suoi incantesimi e di intrappolarlo in un mondo all'interno della propria mente, sconfiggendo nel frattempo e con facilità Astarte, Kiriha e Yukina. Kojou, Aiba e Yaze di solito la chiamano "Natsuki-chan" nonostante le sue continue richieste di essere chiamata sensei.
Nagisa Akatsuki (暁 凪沙?)
Doppiata da: Rina Hidaka
Nagisa è la sorellina di Kojou. Di solito è loquace con le persone che le piacciono, inclusa Yukina, sua compagna di classe. È l'unico personaggio principale che non sa nulla degli incidenti soprannaturali, mentre gli altri nascondono tali informazioni per proteggerla. Quattro anni fa, è quasi morta dopo esser stata attaccata da dei demoni, traumatizzandosi ogni volta che ne vede uno. Parte dello spirito di Avrora vive dentro di lei insieme al dodicesimo famiglio di Kojou, ogni tanto la coscienza di Avrora si manifesta prendendo il sopravvento su Nagisa e scatenando il potere congelante del famiglio dentro di lei, ma Nagisa non ricorda nulla di questi momenti. In seguito, lo spirito di Avrora lascerà il corpo di Nagisa per insidiarsi in quello di Hektos, una manifestazione vampirica del potere del sesto famiglio dalle sembianze uguali a quelle di Avrora, dopo che il famiglio in questione viene affidato a Yukina e poi trasferito a Kojou.
Kanon Kanase (叶瀬 夏音?)
Doppiata da: Kanae Itō
Una timida quindicenne dai capelli bianchi e ragazza della scuola media, nonché amica di Nagisa. Lei è la figlia illegittima del re di Aldegyr ed è stata allevata lontano dalla corte reale. Kanon è la zia biologica di La Folia, ciò spiega la somiglianza del loro aspetto. Dopo essere stata congedata dalla sua posizione di maga di corte di Aldegyr, Kensei Kanase, suo zio materno, la adotta con l'intenzione di usarla nel suo esperimento Angel Faux. Dopo che Kojou riesce a salvarla neutralizzando il potere che la stava possedendo, Kanon scopre il suo legame con La Folia e conosce anche i genitori di quest'ultima. Da quel momento smette di sentirsi sola e rimane sotto la responsabilità di Natsuki quando i suoi parenti non sono sull'isola Itogami. Kanon ammira molto Kojou e nutre dei sentimenti per lui, tanto da offrirgli il suo sangue per risvegliare uno dei suoi famigli. Stando alle parole di Reina, Kanon nel futuro è sposata con Kojou.
Rin Tsukishima (築島 倫?)
Doppiata da: Rei Mochizuki
Compagna di classe di Kojou e amica di Asagi. Ha 16 anni. Cerca sempre di sostenere Asagi nell'approfondire la sua relazione con Kojou.
Misaki Sasasaki (笹崎 岬?)
Doppiata da: Ai Kayano
Insegnante privato di Nagisa.
Koyomi Shizuka (閑 古詠?) / Paper Noise (静寂破り?)
Doppiata da: Kana Ueda
Il Terzo Leader dell'Organizzazione del Re Leone mentre come copertura si finge una semplice studentessa delle superiori.
Dimitrie Vatler (ディミトリエ・ヴァトラー?)
Doppiato da: Yūki Ono
Conosciuto come "Lord Ardeal", è un vampiro purosangue, diretto discendente del Primo Progenitore e ha il titolo di duca. Era innamorato del precedente Quarto Progenitore Avrora e nutre interesse nei confronti di Kojou dopo la sua morte. Diventa l'Ambasciatore nell'Ambasciata del Dominatori del Signore della Guerra dopo l'incidente riguardante l'arma Nalakuvera. Dimitrie si comporta sempre con aria gentile, ma non si fa scrupoli a mettere in pericolo degli innocenti se si trovano coinvolti in situazioni problematiche pur di alleviare la sua noia. Gran parte delle sue azioni sembrano motivate proprio dal desiderio di trovare qualcosa di interessante con cui passare il tempo. Dimitrie non è un Progenitore, ma la sua forza è tale da essere ritenuto quanto di più si avvicini a quel livello di potere tra i vampiri comuni. Egli è infatti dotato di ben nove famigli ed è il vampiro comune a possederne di più apparso finora. Tutti i suoi famigli sono serpenti, cosa che gli ha valso il titolo di "Incantatore di Serpenti".
Avrora Florestina (アヴローラ・フロレスティーナ?)
Doppiata da: Kaori Ishihara
Il precedente Quarto Progenitore, una ragazza che ha passato il suo titolo a Kojou dopo la sua morte. Aveva un'altra entità sigillata in lei che ha preso il suo controllo del suo corpo e del suo potere, per i suoi scopi nefandi. Akatsuki riuscì con un trucco a portare dalla sua parte i famigli di Avrora e diede inizio ad una lotta per fermare l'entità, mentre Avrora stessa lottava nella sua mente per liberarsi. Kojou pensò, erroneamente, che Avrora intendesse sigillarsi per sempre in un sonno eterno e volle addormentarsi accanto a lei per non lasciarla sola, ma quest'ultima lo soggiogò invece col suo potere vampirico per costringerlo ad ucciderla, diventando lui stesso il Quarto Progenitore, per poi alterare la sua memoria perché dimenticasse, in modo da non sentirsi in colpa per averla uccisa. Una parte del suo spirito risiede ancora dentro Nagisa insieme al dodicesimo famiglio e ogni tanto si manifesta prendendo il sopravvento su Nagisa. In seguito ottiene nuovamente un proprio corpo fisico e, nel futuro, pare che sia una delle tante mogli di Kojou.
Rudolf Eustach (ルードルフ・オイスタッハ?)
Doppiato da: Kenta Miyake
Un diacono combattente di Lotharingia che viene nella città di Itogami per recuperare il braccio destro del santo dalla Chiesa dell'Europa occidentale, disposto anche per questo a far sprofondare nell'oceano l'isola Itogami e le centinaia di migliaia di persone che ci vivono, conseguenza diretta del suo recupero se fosse riuscito a portarlo a buon fine. Controlla Astarte fino alla sua sconfitta per mano di Kojou e Yukina.
Astarte (アスタルテ?)
Doppiata da: Yuka Iguchi
Una homunculus che possiede un Famiglio, viene sfruttata da Rudolf Eustach per aiutarlo nel suo progetto di vendetta. Quando Kojou sconfigge il suo padrone, succhia il suo sangue per riuscire a sollevarla dal peso del famiglio dentro il suo corpo, in modo da permetterle di avere una vita lunga senza le ripercussioni del suo potere. Attualmente serve Natsuki come cameriera. Sembra priva di qualsivoglia emozione, limitandosi ad eseguire gli ordini del suo padrone, dicendo sempre "Accept" con un tono noioso e robotico ogni volta che riceve un comando. Malgrado la sua poca emotività, sembra anche lei affezionata a Kojou, tanto da andare contro Natsuki stessa per aiutarlo, cosa che sorprende la strega, la quale afferma che per poter spingere persino un homunculus come Astarte, il cui solo scopo dovrebbe essere servire il proprio padrone, Kojou debba avere molto fascino.
Christoph Gardos (クリストフ・ガルドシュ?)
Doppiato da: Eizō Tsuda
Leader dell'Impero della Morte Nera ed ex soldato dell'Impero del Signore della Guerra.
Mogwai (モグワイ?)
Doppiato da: Shinji Kawada
Partner virtuale di Asagi e assistente nelle sue missioni di hacking.
La Folia Rihavein (ラ・フォリア・リハヴァイン?)
Doppiata da: Saori Ōnishi
La principessa di Aldegyr. È una bellissima ragazza inseguita dalla Magnus Craft che vuole il sangue della famiglia reale Aldegyr per i loro scopi. La Folia è attratta da Kujou a tal punto da offrirgli il suo sangue per attivare il suo terzo famiglio per salvare Kanon, diventando così la sua terza "medium". La Folia è una ragazza dalla mentalità aperta, ha già baciato Kojou e non le dispiace affatto l'idea di condividerlo con altre ragazze, anche contemporaneamente. Non considera strano che una persona potente come Kojou abbia più concubine e questo non la disturba. Ha già manifestato l'intenzione di sposarlo e di avere dei figli da lui, rifiutando qualsiasi altro papabile fidanzato le abbia proposto suo padre. Stando a quanto lascia intendere Reina in una storia breve, La Folia è effettivamente una delle mogli di Kojou.
Kensei Kanase (叶瀬 賢生?)
Doppiato da: Yutaka Aoyama
Il leader della Magnus Craft. È il padre adottivo di Kanon, la cui sorellina è anche la madre biologica di Kanon (che lo rende suo zio). Era un ex mago della corte reale nel palazzo di Aldegyr. Aveva in mente di trasformare Kanon in un'arma per sconfiggere il Quarto Progenitore. Dopo l'incidente di Angel Faux, è stato portato all'Island Management Corporation per essere tenuto d'occhio.
Beatrice Basler (ベアトリス・バスラー?)
Doppiata da: Satomi Arai
Impiegata della Magnus Craft e vampira purosangue. Maneggia una lancia contenente il famiglio "Jabra".
Lowe Kirishima (ロウ・キリシマ?)
Doppiato da: Yūki Hayashi
Impiegato della Magnus Craft. Può trasformarsi in una bestia.
Yuuma Tokoyogi (仙都木 優麻?)
Doppiata da: Yumi Uchiyama
L'amica d'infanzia di Kojou che giocava a basket con lui. In realtà è un homunculus creato come clone della strega Aya, ciò rende quest'ultima virtualmente sua madre, ed è conosciuta come "Strega Blu". All'inizio aiuta la madre ad evadere dalla prigione, ma poi si schiera con Kojou per fermarla, offrendogli anche il suo sangue per risvegliare uno dei famigli insieme a Sayaka. È innamorata di Kojou e lo ha già baciato. In futuro, inoltre, sarà una delle sue mogli.
Aya Tokoyogi (仙都木 阿夜?)
Doppiata da: Mikako Takahashi
Madre di Yuuma e strega di Notaria. È imprigionata nel carcere del Distretto dei Demoni Itogami. Ha creato un clone di se stessa in Yuuma programmandolo come chiave per liberarla.
Mimori Akatsuki (暁 深森?)
Doppiata da: Sanae Kobayashi
Madre di Kojou. È la capo ricercatrice del dipartimento medico di MAR e medico magico.
Kou Amatsuka (天塚 汞?)
Doppiato da: Yūki Kaji
Un alchimista homunculus, apprendista di Nina Adelard. Desidera diventare un essere umano e lo fa rinvigorendo Wiseman per ripristinare il suo corpo.
Nina Adelard (ニーナ・アデラード?)
Doppiata da: Mai Nakahara
Un'alchimista dalla figura voluttuosa e maestra di Kou.

## Media

### Light novel
Strike the Blood è una serie di light novel scritta da Gakuto Mikumo e disegnata da Manyako. ASCII Media Works ne ha iniziato la pubblicazione il 10 maggio 2011.
| Nº | Titolo italiano (traduzione letterale) Giapponese 「Kanji」 - Rōmaji                                     | Data di prima pubblicazione              | Data di prima pubblicazione |
| Nº | Titolo italiano (traduzione letterale) Giapponese 「Kanji」 - Rōmaji                                     | Giapponese                               |                             |
| 1  | Il Braccio Destro del Santo 「聖者の右腕」 - Seija no migiude                                            | 10 maggio 2011 ISBN 978-4-04-870267-6    |                             |
| 2  | Dall'Impero del Signore della Guerra 「戦王の使者」 - Sen'ō no shisha                                    | 10 settembre 2011 ISBN 978-4-04-870752-7 |                             |
| 3  | L'Anfisbena 「天使炎上」 - Tenshi enjō                                                                   | 10 febbraio 2012 ISBN 978-4-04-886274-5  |                             |
| 4  | Il Labirinto della Strega Blu 「蒼き魔女の迷宮」 - Aoki majo no meikyū                                   | 10 giugno 2012 ISBN 978-4-04-886633-0    |                             |
| 5  | Il Banchetto dell'Osservatore 「観測者たちの宴」 - Kansoku sha tachi no utage                            | 10 ottobre 2012 ISBN 978-4-04-886899-0   |                             |
| 6  | Il Ritorno dell'Alchimista 「錬金術師の帰還」 - Renkinjutsu shi no kikan                                 | 10 febbraio 2013 ISBN 978-4-04-891407-9  |                             |
| 7  | L'Impero del Crepuscolo 「暁の帝国篇」 - Enkō no yahaku                                                  | 10 aprile 2013 ISBN 978-4-04-891555-7    |                             |
| 8  | Il Tiranno e il Matto 「愚者と暴君」 - Gusha to bōkun                                                    | 10 luglio 2013 ISBN 978-4-04-891750-6    |                             |
| 9  | Lo Sciamano delle Spade dell'Ombra 「黒の剣巫」 - Kuro no ken'nagi                                       | 10 ottobre 2013 ISBN 978-4-04-866023-5   |                             |
| 10 | La Sposa della Divinità delle tenebre 「冥き神王の花嫁」 - Kuraki shin ō no hanayome                     | 8 marzo 2014 ISBN 978-4-04-866428-8      |                             |
| 11 | Il Quarto Progenitore in Fuga 「逃亡の第四真祖」 - Tōbō no dai yon shinso                                | 10 settembre 2014 ISBN 978-4-04-866865-1 |                             |
| 12 | Il Cavaliere del Dio Corrotto 「咎神の騎士」 - Kyūshin no kishi                                          | 10 febbraio 2015 ISBN 978-4-04-869254-0  |                             |
| 13 | La Rose di Tartarus 「タルタロスの薔薇」 - Tarutarosu no bara                                            | 10 giugno 2015 ISBN 978-4-04-865191-2    |                             |
| 14 | Giorni D'oro 「黄金の日々」 - Ōgon no hibi                                                               | 10 novembre 2015 ISBN 978-4-04-865503-3  |                             |
| 15 | La Guerra dei Vampiri Originali 「真祖大戦」 - Sinso taisen                                              | 10 maggio 2016 ISBN 978-4-04-865944-4    |                             |
| 16 | Il Santo Cavaliere del Tramonto 「陽炎の聖騎士」 - Yōen no seikishi                                      | 10 dicembre 2016 ISBN 978-4-04-892547-1  |                             |
| 17 | La Lancia Sacra Rotta 「折れた聖槍」 - Oreta seisō                                                       | 9 giugno 2017 ISBN 978-4-04-892953-0     |                             |
| 18 | La Vera Storia del Regno delle Valchirie 「真説・ヴァルキュリアの王国」 - Shinsetsu・Varukyuria no ōkoku | 10 novembre 2017 ISBN 978-4-04-893398-8  |                             |
| 19 | Il Banchetto Notturno senza Fine 「終わらない夜の宴」 - Owaranai yoru no utage                           | 10 novembre 2018 ISBN 978-4-04-912101-8  |                             |

### Manga
Il manga è stato serializzato nel giugno del 2012 dall'editore ASCII Media Works sulla rivista Dengeki Daioh. Il primo volume tankōbon è stato pubblicato il 15 dicembre 2012.
| Nº | Titolo italiano Giapponese 「Kanji」 - Rōmaji                                  | Data di prima pubblicazione              | Data di prima pubblicazione |
| Nº | Titolo italiano Giapponese 「Kanji」 - Rōmaji                                  | Giapponese                               |                             |
| 1  | Strike the Blood 1 「ストライク・ザ・ブラッド(1)」 - Sutoraiku za buraddo 1    | 15 dicembre 2012 ISBN 978-4-04-891279-2  |                             |
| 2  | Strike the Blood 2 「ストライク・ザ・ブラッド(2)」 - Sutoraiku za buraddo 2    | 26 maggio 2013 ISBN 978-4-04-891685-1    |                             |
| 3  | Strike the Blood 3 「ストライク・ザ・ブラッド(3)」 - Sutoraiku za buraddo 3    | 26 ottobre 2013 ISBN 978-4-04-866015-0   |                             |
| 4  | Strike the Blood 4 「ストライク・ザ・ブラッド(4)」 - Sutoraiku za buraddo 4    | 27 marzo 2014 ISBN 978-4-04-866393-9     |                             |
| 5  | Strike the Blood 5 「ストライク・ザ・ブラッド(5)」 - Sutoraiku za buraddo 5    | 27 settembre 2014 ISBN 978-4-04-866834-7 |                             |
| 6  | Strike the Blood 6 「ストライク・ザ・ブラッド(6)」 - Sutoraiku za buraddo 6    | 27 marzo 2015 ISBN 978-4-04-869298-4     |                             |
| 7  | Strike the Blood 7 「ストライク・ザ・ブラッド(7)」 - Sutoraiku za buraddo 7    | 26 settembre 2015 ISBN 978-4-04-865352-7 |                             |
| 8  | Strike the Blood 8 「ストライク・ザ・ブラッド(8)」 - Sutoraiku za buraddo 8    | 27 aprile 2016 ISBN 978-4-04865740-2     |                             |
| 9  | Strike the Blood 9 「ストライク・ザ・ブラッド(9)」 - Sutoraiku za buraddo 9    | 27 settembre 2016 ISBN 978-4-04-892370-5 |                             |
| 10 | Strike the Blood 10 「ストライク・ザ・ブラッド(10)」 - Sutoraiku za buraddo 10 | 27 marzo 2017 ISBN 978-4-04-892767-3     |                             |

### Anime
L'adattamento anime è stato prodotto da Silver Link e Connect, il direttore della serie è Hideyo Yamamoto con la supervisione dei testi di Hiroyuki Yoshino e il design dei personaggi prodotto da Keiichi Sano. La serie è andata in onda dal 4 ottobre 2013 al 28 marzo 2014. Le sigle di apertura sono Strike the Blood (ストライク・ザ・ブラッド?) di Kisida Kyoudan & The Akebosi Rockets e Fight 4 Real di Altima, mentre le sigle di chiusura sono Strike my soul di Yuka Iguchi e Signal di Kanon Wakeshima. 
Il 15 marzo 2015, l'editore Dengeki Bunko ha annunciato che un OVA in due parti basato su una storia originale del creatore Gakuto Mikumo sarebbe uscito entro la fine dell'anno. Il 14 agosto 2015, sono stati annunciati ulteriori dettagli per Strike the Blood: Valkyria's Kingdom che sarebbe uscito su DVD/BRD il 25 novembre e il 23 dicembre dello stesso anno.
Una seconda serie OVA composta da otto episodi, coprodotta da Silver Link e Connect e con il ritorno alla regia di Hideyo Yamamoto, è stata pubblicata tra il 21 novembre 2016 e il 24 maggio 2017.
Una terza serie OVA di 10 episodi, è stata pubblicato il 19 dicembre 2018 e si è conclusa il 29 settembre 2019. 
Un altro OVA intitolato Strike the Blood: Kieta Seisō-hen è uscito il 29 gennaio 2020. 
Una quarta serie OVA, proiettata in 12 episodi, è stata pubblicata tra l'8 aprile 2020 e il 30 giugno 2021.
Dopo la conclusione di Strike the Blood IV, è stata annunciata una quinta e ultima serie OVA intitolata Strike the Blood Final.

#### Episodi diStrike the Blood
| Nº    | Titolo italiano (traduzione letterale) Giapponese 「Kanji」 - Rōmaji                            | In onda          | In onda |
| Nº    | Titolo italiano (traduzione letterale) Giapponese 「Kanji」 - Rōmaji                            | Giapponese       |         |
| 1     | Il Braccio Destro del Santo I 「聖者の右腕篇I」 - Seija no Migiude Hen Ichi                     | 4 ottobre 2013   |         |
| 2     | Il Braccio Destro del Santo II 「聖者の右腕篇II」 - Seija no Migiude Hen Ni                     | 11 ottobre 2013  |         |
| 3     | Il Braccio Destro del Santo III 「聖者の右腕篇III」 - Seija no Migiude Hen San                  | 18 ottobre 2013  |         |
| 4     | Il Braccio Destro del Santo IV 「聖者の右腕篇IV」 - Seija no Migiude Hen Yon                    | 25 ottobre 2013  |         |
| 5     | Dall'Impero del Signore della Guerra I 「戦王の使者篇I」 - Sen'ō no Shisha Hen Ichi             | 1 novembre 2013  |         |
| 6     | Dall'Impero del Signore della Guerra II 「戦王の使者篇II」 - Sen'ō no Shisha Hen Ni             | 8 novembre 2013  |         |
| 7     | Dall'Impero del Signore della Guerra III 「戦王の使者篇III」 - Sen'ō no Shisha Hen San          | 15 novembre 2013 |         |
| 8     | Dall'Impero del Signore della Guerra IV 「戦王の使者篇IV」 - Sen'ō no Shisha Hen Yon            | 22 novembre 2013 |         |
| 9     | L'Anfisbena I 「天使炎上篇I」 - Tenshi Enjō Hen Ichi                                            | 29 novembre 2013 |         |
| 10    | L'Anfisbena II 「天使炎上篇II」 - Tenshi Enjō Hen Ni                                            | 6 dicembre 2013  |         |
| 11    | L'Anfisbena III 「天使炎上篇III」 - Tenshi Enjō Hen San                                         | 13 dicembre 2013 |         |
| 12    | L'Anfisbena IV 「天使炎上篇IV」 - Tenshi Enjō Hen Yon                                           | 20 dicembre 2013 |         |
| 13    | Il Labirinto della Strega Blu I 「蒼き魔女の迷宮篇I」 - Aoki Majo no Meikyū Hen Ichi            | 10 gennaio 2014  |         |
| 14    | Il Labirinto della Strega Blu II 「蒼き魔女の迷宮篇II」 - Aoki Majo no Meikyū Hen Ni            | 17 gennaio 2014  |         |
| 15    | Il Labirinto della Strega Blu III 「蒼き魔女の迷宮篇III」 - Aoki Majo no Meikyū Hen San         | 24 gennaio 2014  |         |
| 16    | Il Banchetto dell'Osservatore I 「観測者たちの宴篇I」 - Kansokusha-tachi no Utage Hen Ichi      | 31 gennaio 2014  |         |
| 17    | Il Banchetto dell'Osservatore II 「観測者たちの宴篇II」 - Kansokusha-tachi no Utage Hen Ni      | 7 febbraio 2014  |         |
| 18    | Il Banchetto dell'Osservatore III 「観測者たちの宴篇III」 - Kansokusha-tachi no Utage Hen San   | 14 febbraio 2014 |         |
| 19    | Il Banchetto dell'Osservatore IV 「観測者たちの宴篇IV」 - Kansokusha-tachi no Utage Hen Yon     | 21 febbraio 2014 |         |
| 20    | Il Ritorno dell'Alchimista I 「錬金術師の帰還篇I」 - Renkinjutsushi no Kikan Hen Ichi           | 28 febbraio 2014 |         |
| 21    | Il Ritorno dell'Alchimista II 「錬金術師の帰還篇II」 - Renkinjutsushi no Kikan Hen Ni           | 7 marzo 2014     |         |
| 22    | Il Ritorno dell'Alchimista III 「錬金術師の帰還篇III」 - Renkinjutsushi no Kikan Hen San        | 14 marzo 2014    |         |
| 23    | L'Impero del Crepuscolo I 「暁の帝国篇I」 - Akatsuki no Teikoku Hen Ichi                        | 21 marzo 2014    |         |
| 24    | L'Impero del Crepuscolo II 「暁の帝国篇II」 - Akatsuki no Teikoku Hen Ni                        | 28 marzo 2014    |         |
| OVA 1 | Il Regno della Valchiria I 「ヴァルキュリアの王国 前篇I」 - Varukyuria no Ōkoku Zenpen Hen Ichi | 25 novembre 2015 |         |
| OVA 2 | Il Regno della Valchiria II 「ヴァルキュリアの王国 前篇II」 - Varukyuria no Ōkoku Zenpen Hen Ni | 23 dicembre 2015 |         |

#### Episodi diStrike the Blood II
| Nº    | Titolo italiano (traduzione letterale) Giapponese 「Kanji」 - Rōmaji                    | In onda          | In onda |
| Nº    | Titolo italiano (traduzione letterale) Giapponese 「Kanji」 - Rōmaji                    | Giapponese       |         |
| OVA 1 | Lo Sciamano delle Spade dell'Ombra I 「黒の剣巫篇Ⅰ」 - Kuro no Ken'nagi-hen Ichi        | 23 novembre 2016 |         |
| OVA 2 | Lo Sciamano delle Spade dell'Ombra II 「黒の剣巫篇II」 - Kuro no Ken'nagi-hen Ni        | 23 novembre 2016 |         |
| OVA 3 | Lo Sciamano delle Spade dell'Ombra III 「黒の剣巫篇III」 - Kuro no Ken'nagi-hen San     | 23 dicembre 2016 |         |
| OVA 4 | Il Quarto Progenitore in Fuga I 「逃亡の第四真祖篇I」 - Tōbō no Dai yon Shinso-hen Ichi | 23 dicembre 2016 |         |
| OVA 5 | Il Quarto Progenitore in Fuga II 「逃亡の第四真祖篇II」 - Tōbō no Dai yon Shinso-hen Ni | 29 marzo 2017    |         |
| OVA 6 | Il Cavaliere del Dio Corrotto I 「咎神の騎士篇I」 - Kyūshin no Kishi-hen Ichi           | 29 marzo 2017    |         |
| OVA 7 | Il Cavaliere del Dio Corrotto II 「咎神の騎士篇II」 - Kyūshin no Kishi-hen Ni           | 24 maggio 2017   |         |
| OVA 8 | Il Cavaliere del Dio Corrotto III 「咎神の騎士篇III」 - Kyūshin no Kishi-hen San        | 24 maggio 2017   |         |

#### Episodi diStrike the Blood III
| Nº     | Titolo italiano (traduzione letterale) Giapponese 「Kanji」 - Rōmaji       | In onda           | In onda |
| Nº     | Titolo italiano (traduzione letterale) Giapponese 「Kanji」 - Rōmaji       | Giapponese        |         |
| OVA 1  | Le Rose di Tartarus I 「タルタロスの薔薇篇I」 - Tarutarosu no bara I       | 19 dicembre 2018  |         |
| OVA 2  | Le Rose di Tartarus II 「タルタロスの薔薇篇II」 - Tarutarosu no bara II    | 19 dicembre 2018  |         |
| OVA 3  | Le Rose di Tartarus III 「タルタロスの薔薇篇III」 - Tarutarosu no bara III | 27 marzo 2019     |         |
| OVA 4  | Giorni Dorati I 「黄金の日々篇I」 - Ōgon no hibi I                         | 27 marzo 2019     |         |
| OVA 5  | Giorni Dorati II 「黄金の日々篇II」 - Ōgon no hibi II                      | 29 marzo 2019     |         |
| OVA 6  | Giorni Dorati III 「黄金の日々篇III」 - Ōgon no hibi III                   | 29 marzo 2019     |         |
| OVA 7  | La guerra dei vampiri originali I 「真祖大戦I」 - Sinso taisen I           | 24 luglio 2019    |         |
| OVA 8  | La guerra dei vampiri originali II 「真祖大戦II」 - Sinso taisen II        | 24 luglio 2019    |         |
| OVA 9  | La guerra dei vampiri originali III 「真祖大戦III」 - Sinso taisen III     | 25 settembre 2019 |         |
| OVA 10 | La guerra dei vampiri originali IV 「真祖大戦IV」 - Sinso taisen IV        | 25 settembre 2019 |         |

#### Episodi diStrike the Blood IV
| Nº     | Titolo italiano (traduzione letterale) Giapponese 「Kanji」 - Rōmaji                                                | In onda           | In onda |
| Nº     | Titolo italiano (traduzione letterale) Giapponese 「Kanji」 - Rōmaji                                                | Giapponese        |         |
| OVA 1  | Paladina del miraggio I 「陽炎の聖騎士篇I」 - Kagerō no hijiri kishi-hen I                                          | 8 aprile 2020     |         |
| OVA 2  | Paladina del miraggio II 「陽炎の聖騎士篇II」 - Kagerō no hijiri kishi-hen II                                       | 8 aprile 2020     |         |
| OVA 3  | Paladina del miraggio III 「陽炎の聖騎士篇III」 - Kagerō no hijiri kishi-hen III                                    | 29 luglio 2020    |         |
| OVA 4  | Torneo nella notte dell’incubo I 「終わらない夜の宴篇I」 - Owaranai yoru no utage-hen I                             | 29 luglio 2020    |         |
| OVA 5  | Torneo nella notte dell’incubo II 「終わらない夜の宴篇II」 - Owaranai yoru no utage-hen II                          | 30 settembre 2020 |         |
| OVA 6  | Torneo nella notte dell’incubo III 「終わらない夜の宴篇III」 - Owaranai yoru no utage-hen III                       | 30 settembre 2020 |         |
| OVA 7  | Resurrezione della Principessa Vampiro I 「再会の吸血姫篇I」 - Saikai no kyūketsu hime-hen I                        | 23 dicembre 2020  |         |
| OVA 8  | Resurrezione della Principessa Vampiro II 「再会の吸血姫篇II」 - Saikai no kyūketsu hime-hen II                     | 23 dicembre 2020  |         |
| OVA 9  | Resurrezione della Principessa Vampiro III 「再会の吸血姫篇III」 - Saikai no kyūketsu hime-hen III                  | 24 marzo 2021     |         |
| OVA 10 | Dodici Bestie e Compagne di Sangue I 「十二眷獣と血の従者たち篇I」 - Jū ni no kemono to chi no jūsha ta hen I       | 24 marzo 2021     |         |
| OVA 11 | Dodici Bestie e Compagne di Sangue II 「十二眷獣と血の従者たち篇II」 - Jū ni no kemono to chi no jūsha ta hen II    | 30 giugno 2021    |         |
| OVA 12 | Dodici Bestie e Compagne di Sangue III 「十二眷獣と血の従者たち篇III」 - Jū ni no kemono to chi no jūsha ta hen III | 30 giugno 2021    |         |